# Iglesia católica de San Patricio (Washington, D.C.)

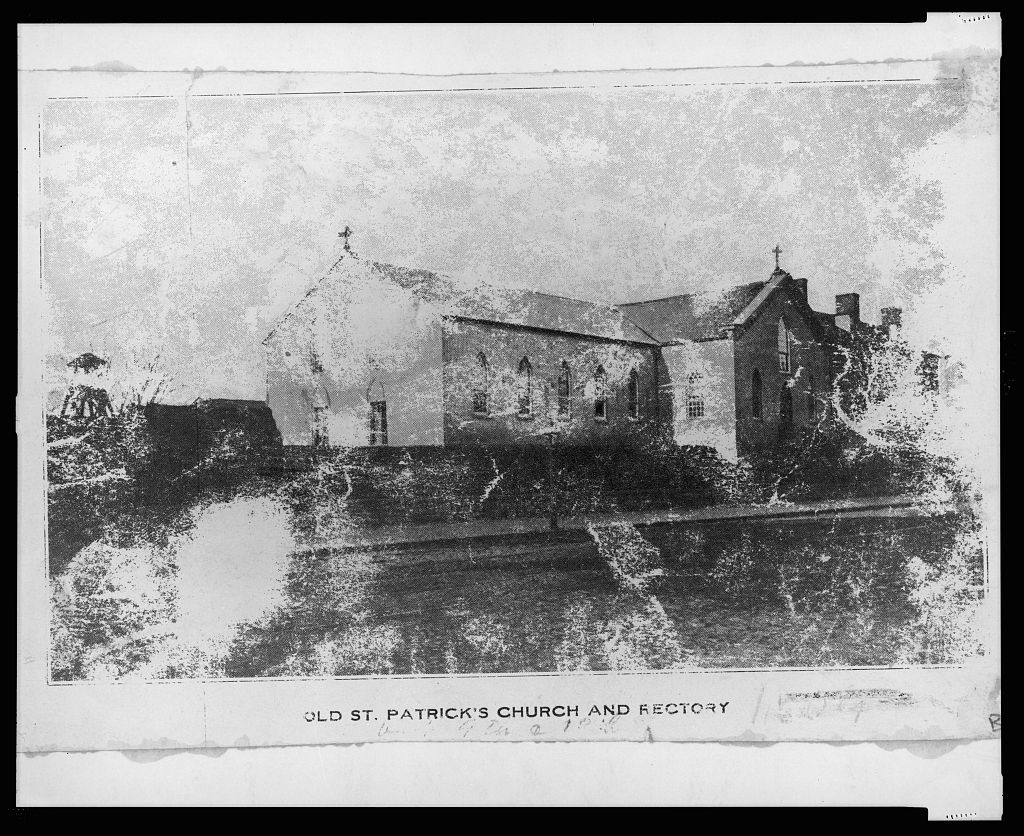
La segunda iglesia de SAn Patricio entre 1890 y 1910

La iglesia católica de San Patricio, en inglés St. Patrick's Catholic Church, es una parroquia católica situada en Washington, Distrito de Columbia, Estados Unidos de América que fue establecida en 1794.
El papa Francisco visitó la iglesia de San Patricio el 24 de septiembre de 2015 durante su visita a los Estados Unidos.
El hecho de que lleve mucho tiempo inscrita en el Registro Nacional de Sitios Históricos no ha estado exento de polémica. Unas excesivas reformas en el santuario llevadas a cabo en 1994 provocaron que fuera retirado y consecuentemente destruido el altar mayor original de la iglesia, el comulgatorio, las piedras de consagración y algunas obras de arte. El Registro Nacional consideró tomar acciones formales, y quizás legales, sobre una vulneración sin precedentes de la regulación .
El primer pastor de la iglesia de San Patricio fue Anthony Caffry, O.P., quién ocupó el cargo desde 1794 a 1804. Le sucedió William Matthews, quién estuvo en el cargo de 1804 a 1854. Matthews fue sucedido por Timothy O'Toole.